# Pierwsza Flota
Pierwsza Flota (ang. First Fleet) – 11 statków i okrętów, które wyruszyły 13 maja 1787 roku z Wielkiej Brytanii z 1487 ludźmi (w tym 778 skazańcami – 192 kobiet i 586 mężczyzn), celem założenia pierwszej europejskiej kolonii na kontynencie australijskim, w Nowej Południowej Walii. Flotą dowodził kapitan (później admirał) Arthur Phillip. Przybyła ona do Zatoki Botanicznej pomiędzy 18 a 20 stycznia 1788 roku. HMS "Supply" wszedł do zatoki 18 stycznia, "Alexander", "Scarborough" i "Friendship" 19, a pozostałe jednostki 20 stycznia 1788 roku.

## Skład Pierwszej Floty
Eskorta Royal Navy:
| Okręt        | Typ                                         | Dowódca               | Opuszczenie Anglii      | Przybycie do Australii | dni rejsu |
| ------------ | ------------------------------------------- | --------------------- | ----------------------- | ---------------------- | --------- |
| HMS "Sirius" | dawny statek handlowy – okręt flagowy floty | kapitan John Hunter   | 13 maja 1787 Portsmouth | 20 stycznia 1788       | 252       |
| HMS "Supply" | okręt zaopatrzeniowy                        | kapitan Henry L. Ball | 13 maja 1787 Portsmouth | 18 stycznia 1788       | 250       |

Przewóz skazańców:
| Statek            | Typ            | Dowódca               | Załoga | Opuszczenie Anglii | Przybycie do Australii | Dni rejsu | Więźniowie | Więźniarki                    |
| ----------------- | -------------- | --------------------- | ------ | ------------------ | ---------------------- | --------- | ---------- | ----------------------------- |
| "Alexander"       | bark           | Duncan Sinclair       | N/A    | 13 maja 1787       | 19 stycznia 1788       | 251       | 195        | brak                          |
| "Charlotte"       | trójmasztowiec | Thomas Gilbert        | N/A    | 13 maja 1787       | 20 stycznia 1788       | 252       | 88         | 20                            |
| "Friendship"      | bryg           | Francis Walton        | N/A    | 13 maja 1787       | 20 stycznia 1788       | 251       | 76         | 21 – do Przyl. Dobrej Nadziei |
| "Lady Penrhyn"    | transportowiec | William C. Server     | N/A    | 13 maja 1787       | 20 stycznia 1788       | 252       | brak       | 101                           |
| "Prince of Wales" | transportowiec | John Manson           | N/A    | 13 maja 1787       | 20 stycznia 1788       | 252       | 1          | 49                            |
| "Scarborough"     | transportowiec | kapitan John Marshall | N/A    | 13 maja 1787       | 19 stycznia 1788       | 251       | 208        | brak                          |

Przewóz żywności i zaopatrzenia:
| Statek         | Typ            | Dowódca       | Załoga | Opuszczenie Anglii | Przybycie do Australii | Dni rejsu | Więźniowie            | Więźniarki            |
| -------------- | -------------- | ------------- | ------ | ------------------ | ---------------------- | --------- | --------------------- | --------------------- |
| "Golden Grove" | transportowiec | William Sharp | N/A    | 13 maja 1787       | 26 stycznia 1788       | 258       | 21 – na Wyspę Norfolk | 11 – na Wyspę Norfolk |
| "Fishburn"     | transportowiec | Robert Brown  | N/A    | 13 maja 1787       | 26 stycznia 1788       | 258       | brak                  | brak                  |
| "Borrowdale"   | transportowiec | Houston Reed  | N/A    | 13 maja 1787       | 26 stycznia 1788       | 258       | brak                  | brak                  |

Modele wszystkich wymienionych statków i okrętów znajdują się na wystawie w muzeum miejskim w Sydney. Dziewięć promów będących obecnie w użytkowaniu w Zatoce Sydney nosi nazwy statków Pierwszej Floty.

## Ludzie Pierwszej Floty
Dokładnej liczby tych wszystkich, którzy byli związani z rejsem Pierwszej Floty, przypuszczalnie nigdy nie da się ustalić, a wszystkie dostępne wyliczenia różnią się nieznacznie między sobą. Mollie Gillen przytacza następujące dane:
|                   | Opuścili Portsmouth | Lądowali w Sydney |
| ----------------- | ------------------- | ----------------- |
| Pasażerowie       | 16                  | 14                |
| Członkowie załóg  | 324                 | 269               |
| Piechota morska   | 247                 | 245               |
| Ich żony i dzieci | 46                  | 54                |
| Więźniowie        | 579                 | 543               |
| Więźniarki        | 193                 | 189               |
| Dzieci więźniów   | 14                  | 18                |
| Razem             | 1403                | 1332              |

W czasie podróży urodziło się dwanaścioro dzieci, a 69 osób zmarło, zostało zwolnionych ze służby, bądź zdezerterowało (61 mężczyzn i 8 kobiet). W związku z tym, że nie zachowały się listy załóg sześciu statków transportowych i trzech zaopatrzeniowych, całkiem możliwe iż w rzeczywistości było o 110 marynarzy więcej.
Statki wiozły w swych ładowniach liny, naczynia, szkło na szyby w oknach domu gubernatora, deski i belki, sprzęt kuchenny (w tym kilka pieców żeliwnych) i różnego rodzaju broń. Wieziono także narzędzia, sprzęt rolniczy, ziarno siewne, alkohole, leki, opatrunki, instrumenty chirurgiczne oraz kajdany i łańcuchy. Na pokładzie jednego ze statków znajdowały się spakowane razem panele prefabrykowanego domu dla gubernatora. Flota wiozła 5000 cegieł i tysiące gwoździ. Osadnicy byli zdani na samych siebie i musieli przetrwać pierwszy okres, zanim nie wydało pierwszych owoców rolnictwo i hodowla.

## Podróż

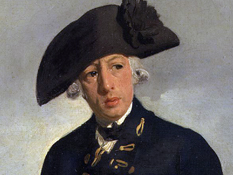
Kapitan Arthur Phillip, dowódca floty

3 czerwca 1787 roku flota zawinęła do portu Santa Cruz na Teneryfie, gdzie uzupełniono zapasy wody pitnej, warzyw i mięsa. Phillip i wysocy rangą oficerowie byli podejmowani przez miejscowego gubernatora hiszpańskiego. W tym czasie grupa więźniów, których niebacznie wypuszczono na pokład, dokonała próby ucieczki, ale nie udało im się zbiec. 10 czerwca podniesiono żagle i flota skierowała się, przez Atlantyk do Rio de Janeiro korzystając z pomyślnych wiatrów i prądów oceanicznych.
Gdy flota znalazła się w tropikach nastały bardzo gorące, wilgotne dni. Skazańcom, ale również załodze i oficerom, dawały się we znaki szkodniki: szczury, pluskwy, wszy, karaluchy i pchły. Zęzy pełne były stęchłej, śmierdzącej wody, co stwarzało warunki nie do zniesienia, szczególnie dla skazańców. Sztormy tropikalne zmuszały do zamykania pokryw luków, co jeszcze pogarszało ich sytuację. W rezultacie na "Alexandrze" zachorowała i zmarła pewna liczba więźniów. Na statkach, które przewoziły kobiety, panowało niepohamowane rozpasanie, w czym uczestniczyli zarówno więźniowie jak i marynarze i marines.
W czasie ciszy morskiej Phillip został zmuszony do racjonowania wody, którą wydawano w ilości trzech pint (około półtora litra) dziennie. W końcu jednak przyszedł wiatr, co pozwoliło flocie dotrzeć 5 sierpnia do Rio. Postój w zatoce trwał miesiąc. Zęzy oczyszczono i przewietrzono, dokonano niezbędnych napraw, pobrano zapas wody, a nadto Phillip zamówił spore zapasy żywności. Ubrania więźniarek, ze względu na ilość wszy, zostały spalone; w ich miejsce mogły sobie poszyć nowe, z płótna po workach z ryżem. Oficerowie tymczasem zwiedzali miasto i zawierali nowe znajomości. Nie obyło się bez zgrzytów: jeden ze skazańców i żołnierz marines zostali ukarani za próbę puszczenia w obieg fałszywych ćwierćdolarówek zrobionych ze starych cynowych garnków i łyżek.
Flota opuściła Rio 4 września, by zdążyć dotrzeć do Przylądka Dobrej Nadziei w południowej Afryce przed nastaniem sezonu wiatrów zachodnich; osiągnęła cel 13 października. Był to ostatni postój przed Australią, należało więc kupić wszystko, co będzie potrzebne w nowej kolonii: ziarno, sadzonki roślin, a także inwentarz żywy. Zakupiono więc „dwa byki, siedem krów, jednego ogiera, trzy klacze, 44 owce, 32 świnie, 4 kozy i bardzo dużo drobiu wszelkiego rodzaju”. Więźniarki z "Friendship" zostały przeniesione na inne statki, by zrobić miejsce dla zwierząt. Skazańców karmiono świeżą wołowiną i baraniną, chlebem, warzywami i owocami, by mogli przetrwać najdłuższy etap podróży. Holenderskie miasto Kapsztad było ostatnim bastionem Europy, której uczestnicy podróży mieli nie widzieć przez wiele lat, a niektórzy wcale.
W towarzystwie burz, charakterystycznych dla szerokości poniżej 40. równoleżnika, ciężko załadowane statki walczyły z rozszalałym morzem. Gdy opływały Ziemię Van Diemen uderzył gwałtowny sztorm, który porwał żagle i uszkodził maszty kilku jednostek. W listopadzie Phillip przesiadł się na "Supply". Teraz, ze statkami "Alexander", "Friendship" i "Scarborough", najszybszymi w całej flocie i wiozącymi najwięcej skazańców-mężczyzn, "Supply" ruszył naprzód, by przygotować miejsce lądowania pozostałych. Phillip miał zamiar wybrać najlepsze dla zasiedlenia miejsce z czystą wodą, oczyścić grunt i być może nawet zbudować prowizoryczne pomieszczenia mieszkalne. Przeceniał swoje siły, jego „lotna eskadra” wyprzedziła resztę floty o godziny zaledwie, więc z prac przygotowawczych nic nie wyszło. "Supply" dotarł do Zatoki Botanicznej 18 stycznia 1788; trzy najszybsze transportowce 19, a najwolniejsze, w tym "Sirius", 20 stycznia.
Była to jedna z największych podróży morskich epoki żaglowców — jedenaście statków wiozących blisko 1500 ludzi wraz z zaopatrzeniem wędrowało przez nieznane morza 252 dni pokonując ponad 15 000 mil (24 000 km) bez utraty nawet jednego z nich. W drodze zmarło 48 osób, czyli zaledwie trzy procent całości. Zważywszy na trudy podróży, problemy nawigacyjne, marne warunki zdrowotne i nieobycie z morzem skazańców, bardzo słabą znajomość medycyny i brak wiedzy na temat zapobiegania szkorbutowi, ciasnotę, warunki higieniczne panujące na statkach, złe planowanie i słabe wyposażenie, było to nadzwyczajne osiągnięcie.

## Osada
Rychło przekonano się, że Zatoka Botaniczna nie jest bynajmniej tak wspaniała, jak opisał ją James Cook. Zatoka okazała się być otwartą i niczym nie zabezpieczoną, wody pitnej prawie nie było, a ziemia nie nadawała się pod uprawę. Teren porastały niezmiernie odporne na ciosy siekier drzewa. Narzędzia pękały, a pnie ustępowały dopiero ładunkom prochu. Pierwszy kontakt z miejscowymi aborygenami też nie był udany, bowiem ci ostatni byli wprawdzie zaciekawieni, ale i bardzo podejrzliwi. Prymitywne szałasy zbudowane dla oficerów zawaliły się pod naporem burzy. Marines, którzy mieli pilnować i poganiać do roboty skazańców, woleli się upijać, a ich dowódca, major Robert Ross, doprowadzał Phillipa do rozpaczy swą arogancją i lenistwem. Sam Phillip obawiał się, że nieopierzona kolonia może paść ofiarą aborygenów lub zamorskich mocarstw.
21 stycznia Phillip z grupą towarzyszy opuścił Zatokę w trzech małych łodziach, by zbadać wybrzeże położone dalej na północ. Wkrótce zorientowali się, że zatoka Port Jackson, a która oddalona była od Zatoki Botanicznej o około 12 kilometrów, jest wymarzonym miejscem dla kolonii z dobrze osłoniętym kotwicowiskiem, wodą pitną i żyzną ziemią. Cook widział i nazwał tę zatokę, ale nie wpłynął do niej. Wrażenia po odwiedzeniu Port Jackson Phillip zawarł w liście do Londynu: „Najwspanialsza zatoka na świecie, gdzie tysiąc liniowców może przebywać w stanie całkowitego bezpieczeństwa...”.
Rankiem 24 stycznia kolonistów wystraszył widok dwóch francuskich okrętów wpływających do Zatoki Botanicznej. Okazało się jednak, że to ekspedycja naukowa, na czele której stał markiz Jean-François de La Pérouse. Francuzi mieli nadzieję zastać w tym miejscu kwitnącą kolonię, gdzie mogliby dokonać napraw swych statków i uzupełnić zaopatrzenie. Tymczasem zastali dopiero co przybyłą flotę i skazańców będących w stanie znacznie gorszym niż oni sami. Francuscy i brytyjscy oficerowie nawiązali serdeczne stosunki, ale Phillip i La Pérouse nie spotkali się. Okręty francuskie zostały w Zatoce do 10 marca, ale nigdy nie powróciły do Francji. Rozbiły się na rafach wyspy Vanikoro, a wszyscy członkowie załóg padli ofiarą kanibali.
26 stycznia 1788 statki floty podniosły kotwice i pożeglowały do Port Jackson. Tutejsze dobrze osłonięte kotwicowisko było głębokowodne i bardzo bliskie brzegu, a w pobliżu wpadał do zatoki niewielki strumień. Phillip nazwał to miejsce „Sydney Cove”, dla upamiętnienia Lorda Sydney, brytyjskiego Home Secretary. Do dziś obchodzi się 26 stycznia „Dzień Australii” na pamiątkę powstania pierwszej osady brytyjskiej.